# Веллі-Сентер (Канзас)
Веллі-Сентер (англ. Valley Center) — місто (англ. city) в США, в окрузі Седжвік штату Канзас. Населення — 7340 осіб (2020).

## Географія
Веллі-Сентер розташоване за координатами 37°49′58″ пн. ш. 97°21′54″ зх. д. / 37.83278° пн. ш. 97.36500° зх. д. (37.832691, -97.365010).  За даними Бюро перепису населення США в 2010 році місто мало площу 18,02 км², з яких 18,01 км² — суходіл та 0,01 км² — водойми.

## Демографія
Згідно з переписом 2010 року, у місті мешкали 6822 особи в 2484 домогосподарствах у складі 1862 родин. Густота населення становила 379 осіб/км².  Було 2601 помешкання (144/км²).
Расовий склад населення:
| - 94,2 % — білих - 0,8 % — корінних американців - 0,8 % — чорних або афроамериканців - 0,4 % — азіатів - 1,3 % — осіб інших рас |

До двох чи більше рас належало 2,5 %. Частка іспаномовних становила 4,6 % від усіх жителів.
За віковим діапазоном населення розподілялося таким чином: 31,4 % — особи молодші 18 років, 57,2 % — особи у віці 18—64 років, 11,4 % — особи у віці 65 років та старші. Медіана віку мешканця становила 34,3 року. На 100 осіб жіночої статі у місті припадало 98,0 чоловіків;  на 100 жінок у віці від 18 років та старших — 94,8 чоловіків також старших 18 років.
Середній дохід на одне домашнє господарство  становив 77 099 доларів США (медіана — 59 556), а середній дохід на одну сім'ю — 88 998 доларів (медіана — 77 839). Медіана доходів становила 46 149 доларів для чоловіків та 41 705 доларів для жінок. За межею бідності перебувало 7,4 % осіб, у тому числі 12,0 % дітей у віці до 18 років та 4,2 % осіб у віці 65 років та старших.
Цивільне працевлаштоване населення становило 3574 особи. Основні галузі зайнятості: освіта, охорона здоров'я та соціальна допомога — 27,3 %, виробництво — 15,2 %, роздрібна торгівля — 12,6 %.